# Nibbiola
Nibbiola (tiếng Piedmonte: Nibiola) là một đô thị ở tỉnh Novara ở vùng Piedmont của Ý, tọa lạc cách 80 km về phía đông bắc của Torino và khoảng 10 km về phía đông nam của Novara.
Nibbiola giáp các đô thị: Garbagna Novarese, Granozzo con Monticello, Novara, Terdobbiate, và Vespolate.
Ở đây có tòa lâu đài được xây năm 1198

## Main sights

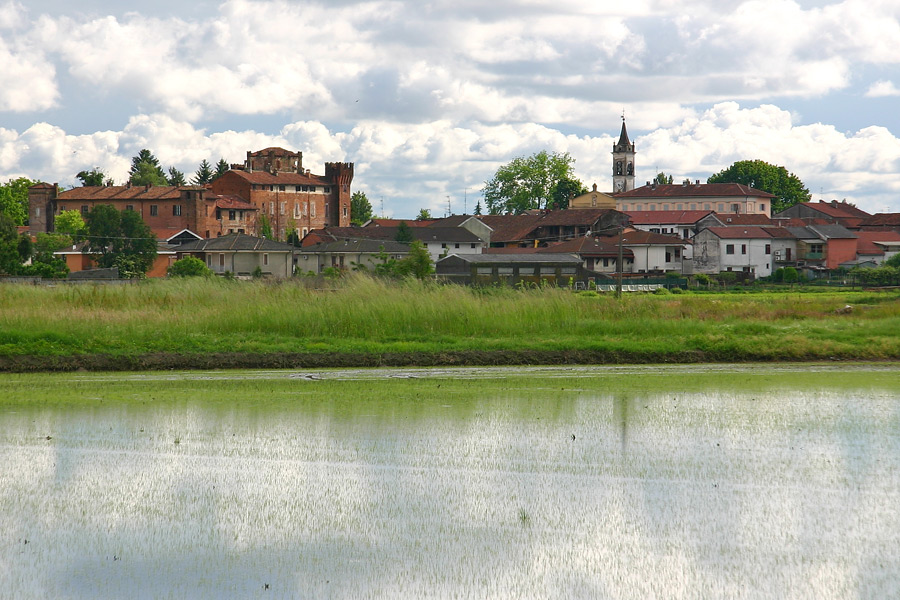
Lâu đài ở Nibbiola